# 성풍속을 해하는 죄
성풍속을 해하는 죄(性風俗－害－罪)는 성질서(性秩序) 내지 건전한 성적 풍속(性的風俗)을 침해하는 것을 내용으로 하는 범죄(각칙 22장)로서, 음행매개죄(淫行媒介罪)·음란물건반포죄·음란물건제조죄·공연음란죄가 이에 속한다. 헌법재판소의 결정으로 폐지된 간통죄도 여기에 속했다.

## 같이 보기
- 대한민국 형법상 범죄 목록